# 왕후이 (지식인)
왕후이(汪暉, 1959년 10월 10일 ~)는 중국의 현대 문학 및 지성사 연구자이다. 칭화 대학 중문학과 교수를 지냈으며, 황핑과 함께 1996년부터 2007년까지 월간지 《두수》(读书)의 편집장을 지냈다. 중국 신좌파의 주요 인물로 꼽히며 2008년 5월 《포린 폴리시》가 선정한 100명의 공공 지식인 중 한 명으로 이름을 올렸다.

## 생애
1959년 10월 10일 중국 장쑤성 양저우시에서 태어났다. 1976년 양저우 루쉰중학교를 졸업한 후 2년 간 공장 노동자로 일했으며, 1981년 양저우사범대학 학부를 졸업했다. 1984년 난징 대학에서 석사학위를 받았고, 1988년 중국사회과학원에서 현대문학으로 박사학위를 받았다.
왕후이는 1989년 천안문 사건에 참여하였고, 이와 관련해 조사를 받았다. 중국사회과학원 문학연구소 조연구원, 부연구원, 연구원, 중국사회과학원 대학원 교수를 지냈다. 
1991년 말 중국 현대 문학 루쉰 학파의 천핑위안(陳平原), 왕서우창(王守常) 등과 함께 《학인》(學人) 총간을 창간했다.
1996년 5월부터 2007년 7월까지 《두수》의 편집장을 지냈다. 2002년에는 칭화대학교 중문과 교수로 임용됐다.
그는 중국 공산당의 지도자 덩샤오핑이 개혁 개방의 조화 사회 건설을 위해서 장쩌민에 이어서 연달아 지정한 후진타오 정권에서 후야오방을 지지하였던 청년 학자 출신으로, 칭화 대학에 초빙되었으며, 이후 중국 신좌파의 주요 지도자로 활동하였다.